# Rzechówek
Rzechówek – wieś sołecka w Polsce położona w województwie mazowieckim, w powiecie makowskim, w gminie Sypniewo.
| SIMC    | Nazwa    | Rodzaj     |
| ------- | -------- | ---------- |
| 0520981 | Różanica | przysiółek |

W latach 1975–1998 miejscowość administracyjnie należała do województwa ostrołęckiego.
Wierni Kościoła rzymskokatolickiego należą do parafii św. Małgorzaty w Gąsewie Poduchownym.